# Parc national de la mer des Wadden
Le parc national de la mer des Wadden est le plus vaste des quatre parcs nationaux du Danemark. Il couvre la partie danoise de la mer des Wadden de Ho Bugt à la frontière allemande. D'une superficie de 1 466 km2, dont 300 km2 terrestres, il inclut les îles de Rømø, de Mandø et de Fanø, ainsi que Skallingen, la vallée de Varde Å et de nombreux marais salants et polders près de Tjæreborg, Ribe et Tønder.
Le parc a été créé le 16 octobre 2010 et annoncé le 17 janvier 2008.

## Description
La mer des Wadden est internationalement connue comme un lieu de repos pour des millions d’oiseaux migrateurs, et plus de 10 millions d’entre eux traversent la mer des Wadden deux fois par an. On peut trouver de grandes colonies d’étourneaux sansonnets qui volent dans des formations connues sous le nom de Sort sol. La mer des Wadden compte également un grand nombre d’oiseaux nicheurs, de poissons et d’invertébrés tels que les étoiles de mer et les moules bleues. Il fournit un habitat à plus de 500 espèces de plantes et d’animaux. En raison de sa biodiversité unique et de son écosystème intertidal intact, le parc superpose différents statuts de protection, tels que zone Natura 2000 et site Ramsar. En outre, depuis juin 2014, le parc est inscrit, avec la mer des Wadden, au patrimoine mondial de l'humanité par l'Unesco.

## Galerie

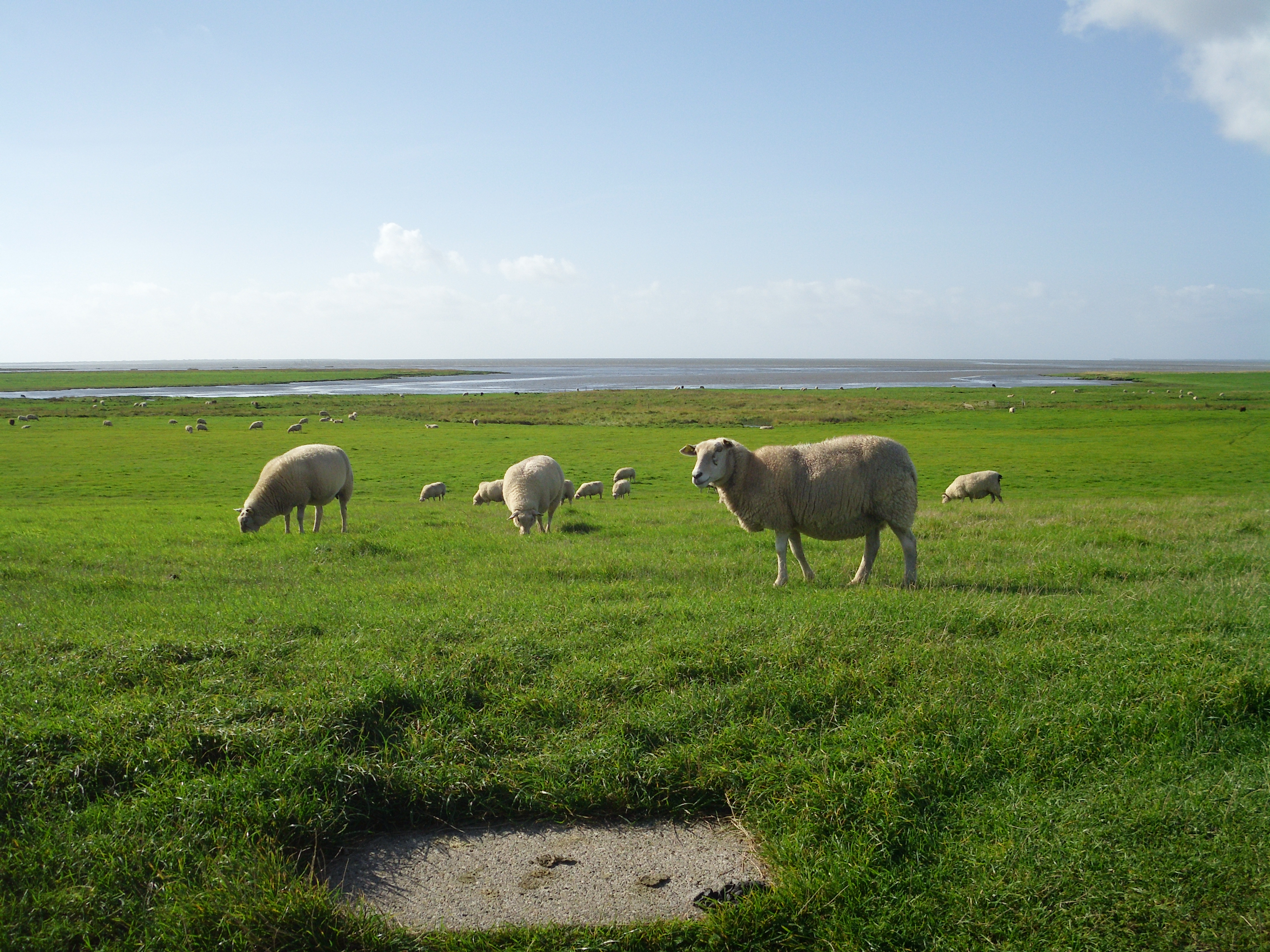
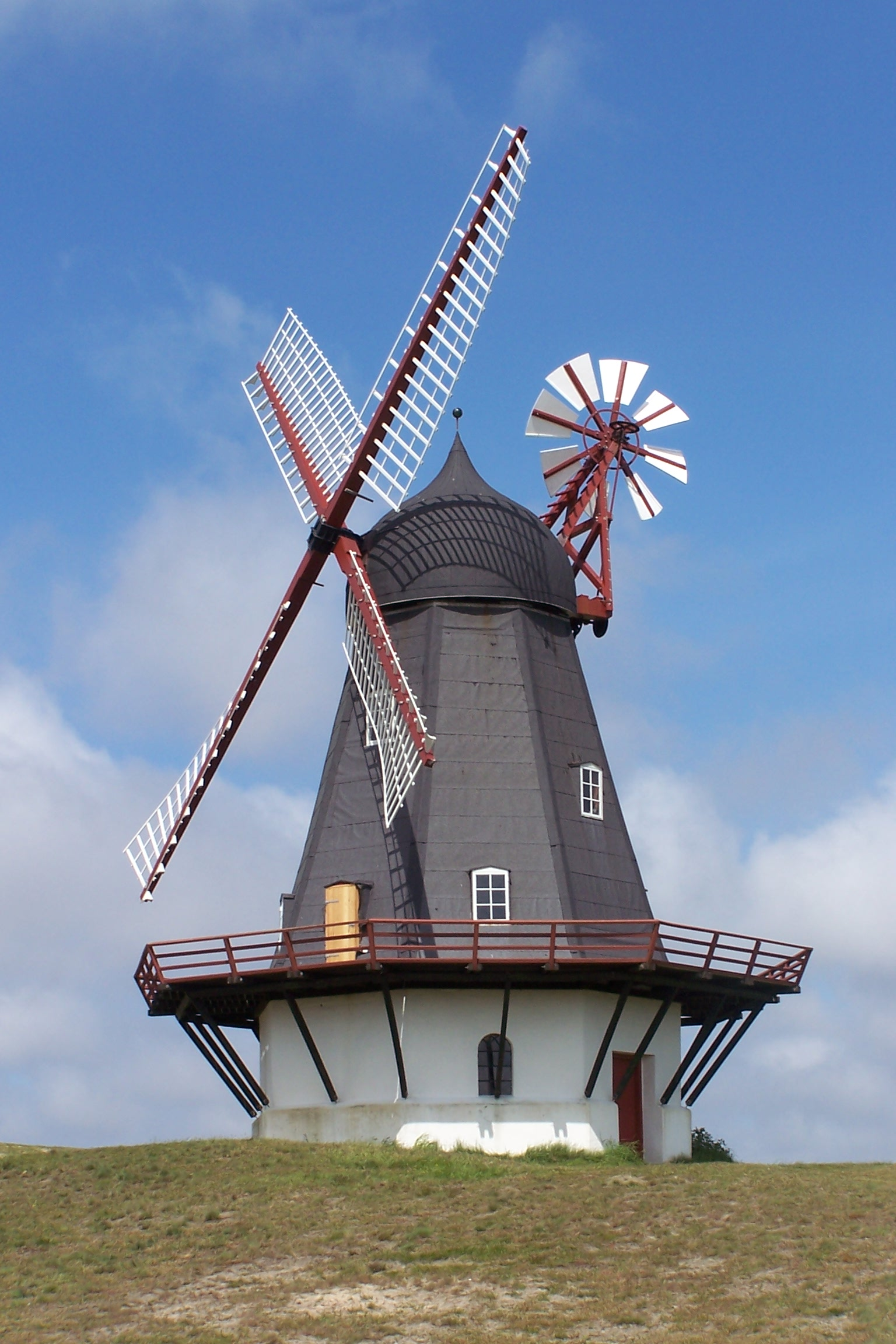
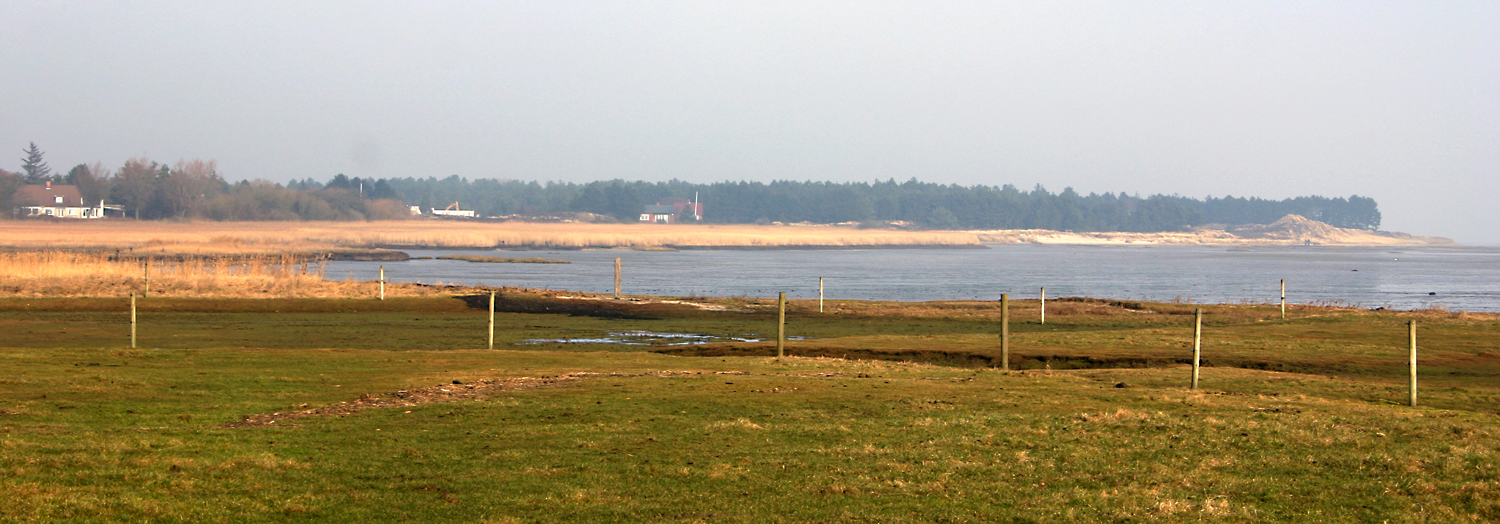
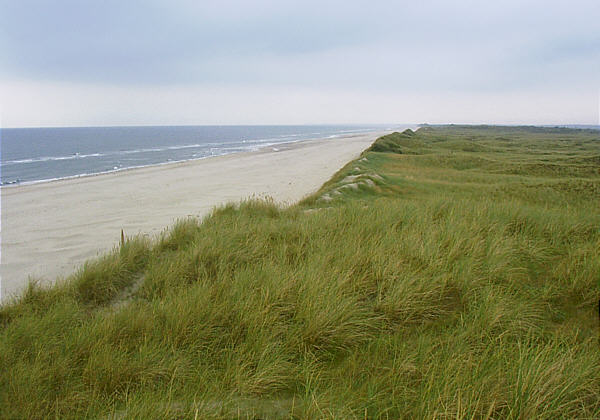
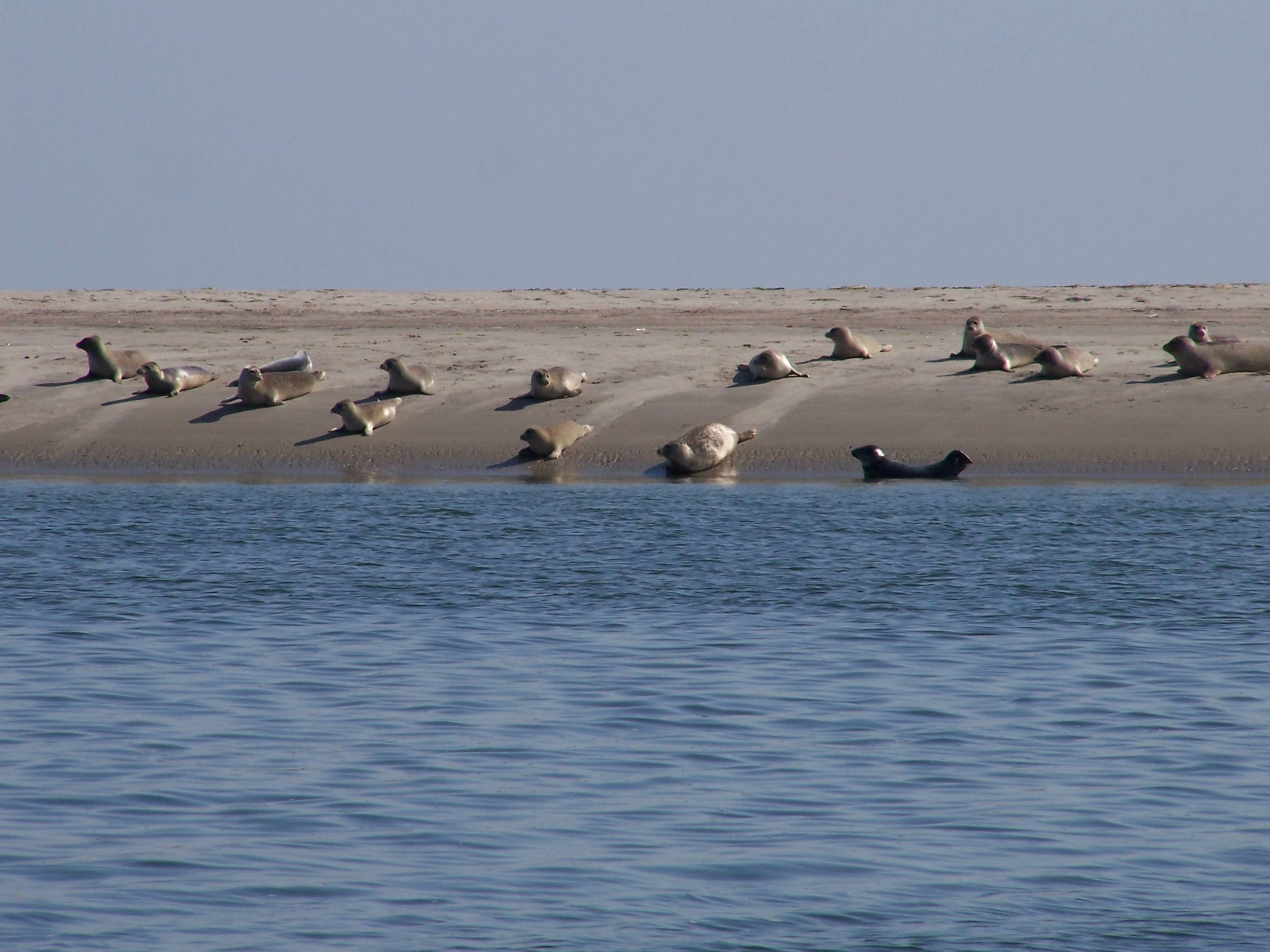
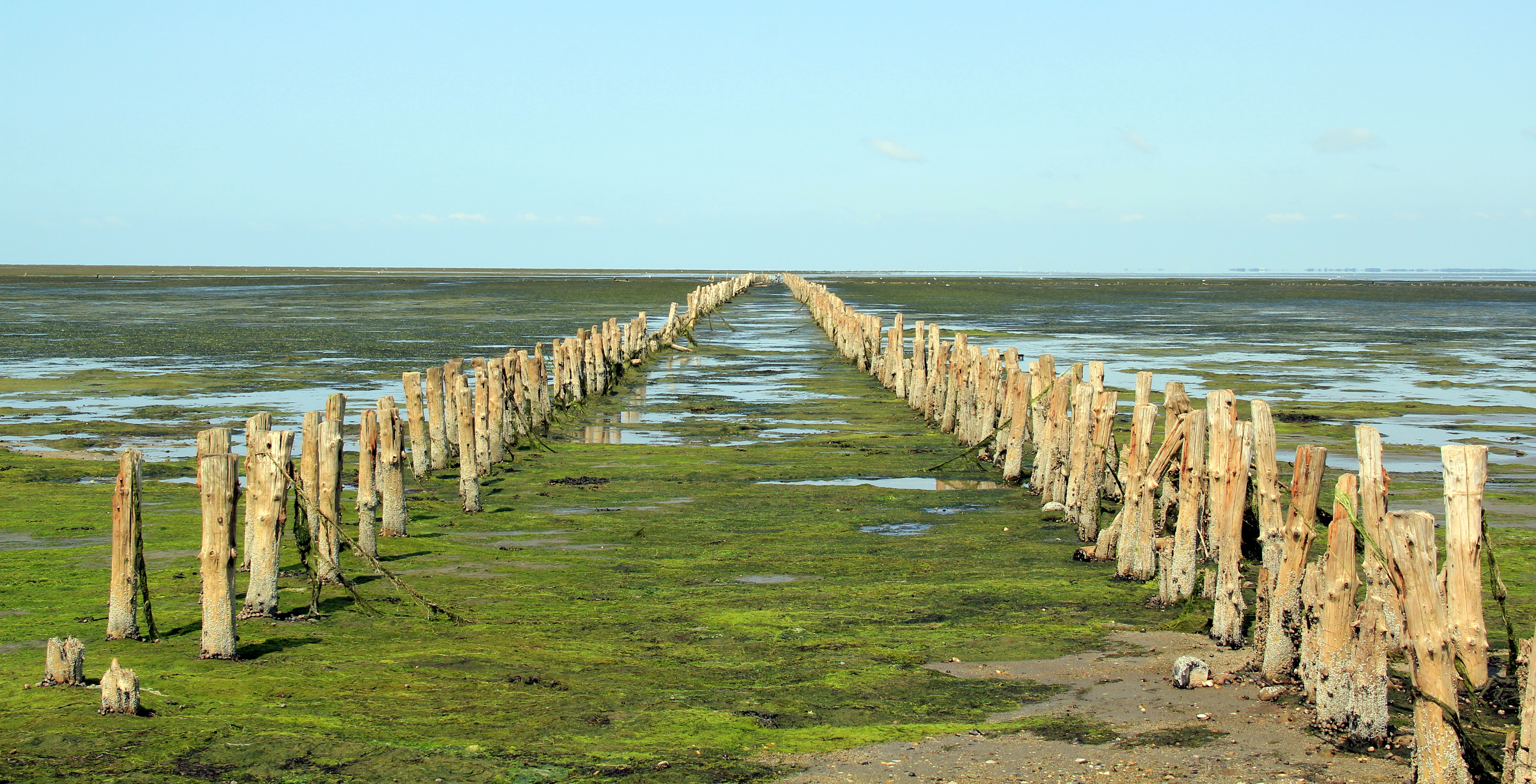
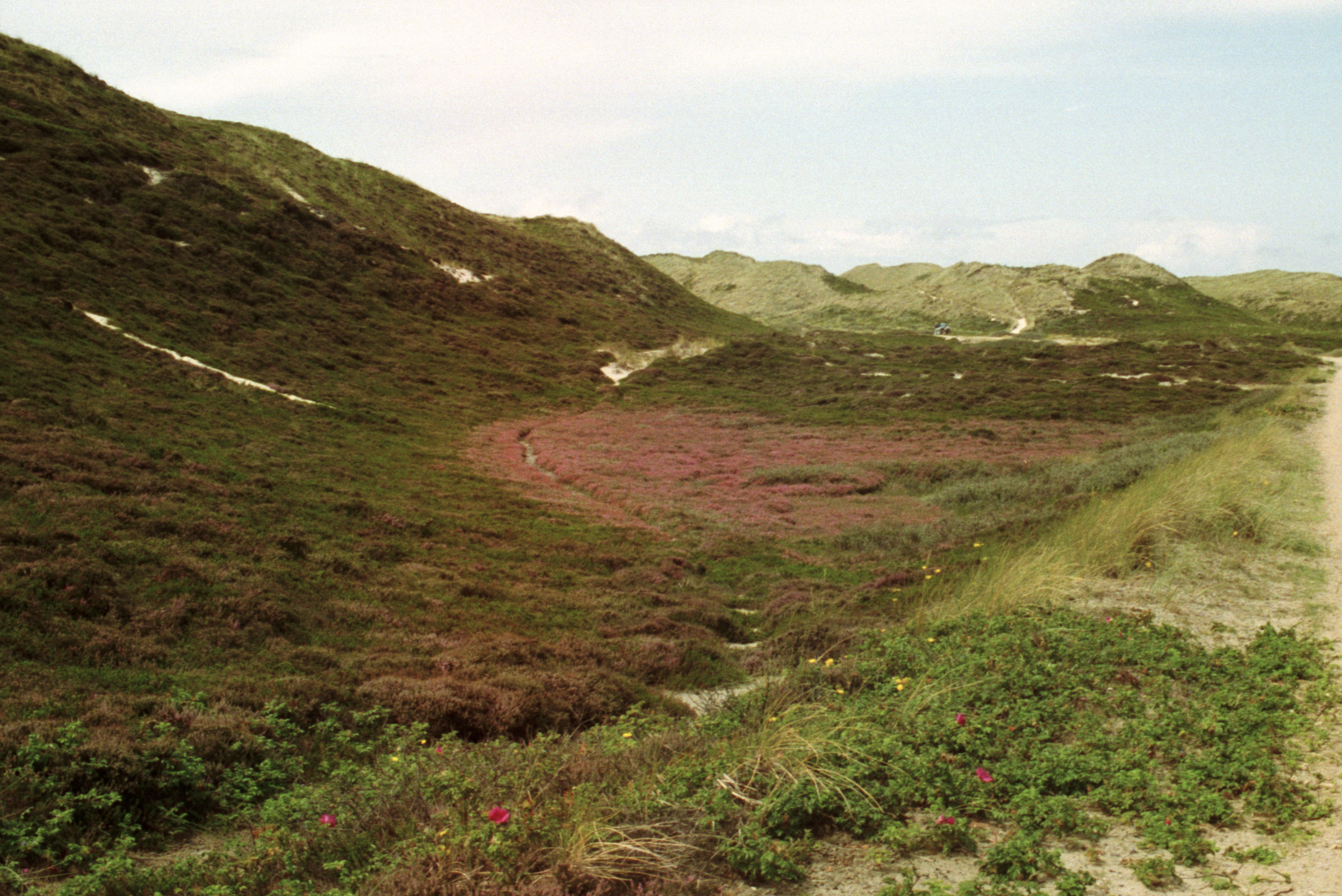
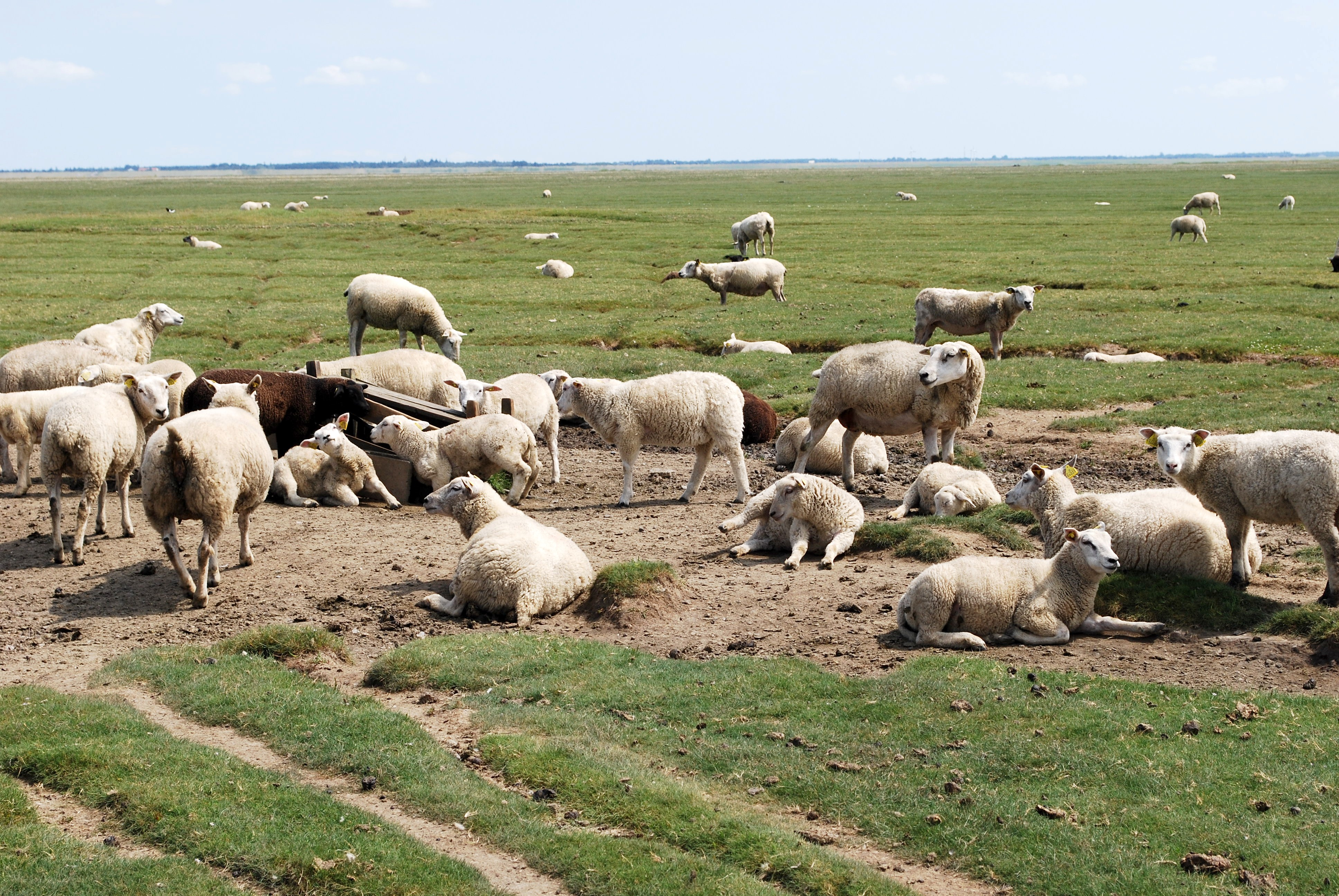
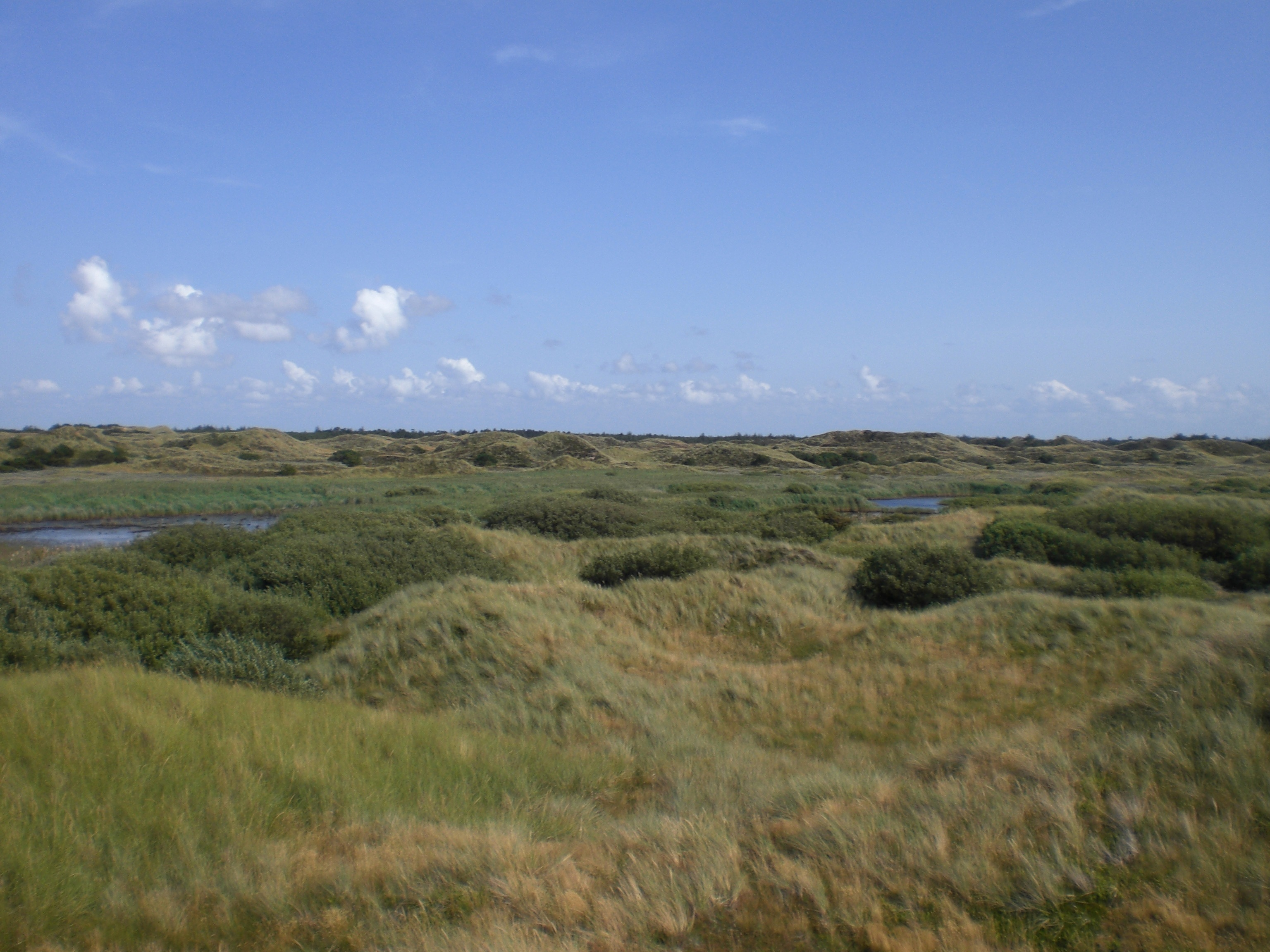